# Wilhelm Rüstow
Friedrich Wilhelm Rüstow (Brandeburgo sulla Havel, 25 maggio 1821 – Aussersihl, 14 agosto 1878) è stato un militare tedesco naturalizzato svizzero e scrittore militare di origine prussiana.

## Biografia
Rüstow è nato a Brandeburgo sulla Havel nel Brandeburgo entrò nell'esercito prussiano e prestò servizio per alcuni anni, fino alla pubblicazione di Der deutsche Militärstaat vor und während der Revolution (Zurigo, 1850). Rüstow partecipò alla rivoluzione del 1848. Fu condannato da una corte marziale a 32 anni e mezzo di reclusione in fortezza, ma riuscì a fuggire in Svizzera, dove ottenne un incarico militare. Nel 1857 fu nominato maggiore.
Tre anni dopo Rüstow partecipò alla spedizione dei Mille di Giuseppe Garibaldi  come colonnello e capo di gabinetto . A Rüstow si devono attribuire le vittorie di Capua (10 settembre 1860) e Volturno (1 ottobre 1860). Alla fine della campagna in italia meridionale si stabilì a Zurigo. Allo scoppio della guerra franco-prussiana del 1870, offrì i suoi servigi alla Prussia, ma fu respinto. Nel 1878, alla fondazione di una cattedra militare a Zurigo, Rüstow fece domanda per il posto, ma insegnò solo per un breve periodo. La cattedra venne definitivamente data ad un altro ufficiale Emil Rothpletz, per questo motivo Rüstow si suicidò ad Aussersihl vicino a Zurigo.

## Opere
Scrisse numerose opere di storia militare, di strategia e tattica militare.
- La Guerre Italienne (1862)

## Patrimonio
Il patrimonio di Rüstow fu ceduto alla città di Liestal nel 1934 da Marcel Herwegh insieme a quello dei suoi genitori Emma e Georg Herwegh ed è conservato nel Museo della poesia e della città di Liestal (Dichter- und Stadtmuseum Liestal).